# 3LW (album)
3LW è il primo eponimo album in studio del gruppo musicale femminile statunitense 3LW, pubblicato nel 2000.

## Tracce
1. No More (Baby I'ma Do Right) – 4:23
2. Is You Feelin' Me – 4:17
3. Playas Gon' Play – 4:43
4. Gettin' Too Heavy – 4:37
5. Im Gonna Make You Miss Me – 4:36
6. Not This Time – 3:20
7. More Than Friends (That's Right) – 3:54
8. Curious – 4:49
9. 'Til I Say So – 3:57
10. Crush On You – 3:59
11. Ocean – 4:44
12. I Can't Take It (No More Remix, featuring Nas) – 4:26